# Xerraire galta-roig
El xerraire galta-roig (Liocichla phoenicea) és un ocell de la família dels leiotríquids (Leiothrichidae).

## Hàbitat i distribució
Habita el sotabosc, matolls i pastures dels Himàlaies al nord-est de l'Índia des del Nepal cap a l'est fins Arunachal Pradesh i, més cap al sud, al sud-est de Bangladesh, Mizoram, Manipur i Nagaland, nord-oest de Myanmar i sud-oest de la Xina al nord-oest i sud-est de Yunnan.